# Josef Neumann
Josef Neumann (ur. 18 marca 1911, zm. 8 kwietnia 1994 w Rorschach) – szwajcarski lekkoatleta, oszczepnik i wieloboista, medalista mistrzostw Europy z 1938.
Odpadł w kwalifikacjach rzutu oszczepem na igrzyskach olimpijskich w 1936 w Berlinie.
Na mistrzostwach Europy w 1938 w Paryżu wywalczył brązowy medal w dziesięcioboju, przegrywając tylko z Olle Bexellem ze Szwecji i Witoldem Gerutto.
Zajął 6. miejsce w rzucie oszczepem na mistrzostwach Europy w 1946 w Oslo.
Dwukrotnie poprawiał rekord Szwajcarii w rzucie oszczepem do wyniku 70,57 m uzyskanego 24 czerwca 1945 w Winterthur. Był to pierwszy wynik szwajcarskiego lekkoatlety przekraczający 70 metrów. Rekord życiowy Neumanna w dziesięcioboju wynosił 6664 punkty (6228 według obecnej punktacji|) i pochhodził w mistrzostw Europy w 1938.